# Ellis Valentine
Ellis Clarence Valentine (Helena, Arkansas, 30 de julio de 1954), más conocido como Ellis Valentine, es un exjugador profesional estadounidense de béisbol que se desempeñó en la posición de jardinero derecho en las Grandes Ligas de Béisbol (MLB). Logró obtener un Guante de Oro.

## Carrera
Valentine jugó como profesional siete temporadas en Montreal Expos (1975-1981), después pasó a New York Mets (1981-1982), luego a California Angels (1983), posteriormente a Texas Rangers, donde jugó una temporada (1985), y fue el equipo en el que se retiró.

## Premios
Fue galardonado con el Guante de Oro en una oportunidad (1978).